# 吉田晶
吉田 晶（よしだ あきら、1925年12月15日 - 2013年1月15日）は、日本の歴史学者。専門は日本古代史。文学博士。岡山大学名誉教授。

## 経歴
兵庫県出身。陸軍士官学校59期生。1949年京都大学文学部卒業。高校教員を経て大阪電気通信大学教授。1978年岡山大学法文学部（現文学部）教授。1991年3月に退官後、甲子園大学教授を務めた。1986年「日本古代村落史序説」で大阪大学文学博士。岡山大学名誉教授。2013年1月15日、心不全で死去、87歳。

## 著書
- 『八・九世紀における私出挙について』吉川弘文館〈律令国家の基礎構造〉、1960年、467 - 514頁。doi:10.11501/3006634。
- 『日本古代社会構成史論』塙書房、1968年。ISBN 978-4-8273-1026-9。[7]
- 『日本古代国家成立史論 国造制を中心として』東京大学出版会、1973年、440頁。ISBN 978-4-13-020035-6。[8]
- 『日本古代村落史序説』塙書房、1980年、304頁。ISBN 978-4-8273-3585-9。[9]
- 『古代の難波 (教育社歴史新書 日本史 37)』ニュートンプレス、2000年、272頁。ISBN 978-4315401882。（初版発行1982年、教育社から[10]）
- 『現代と古代史学』校倉書房、1984年、261頁。ISBN 978-4751716601。
- 『吉備古代史の展開』塙書房、1995年、346頁。ISBN 978-4-8273-1108-2。
- 『卑弥呼の時代』新日本出版社（新日本新書）1995年(吉川弘文館、読みなおす日本史、2020年)
- 『倭王権の時代』新日本出版社（新日本新書）1998年
- 『七支刀の謎を解く』新日本出版社　2001年
- 『古代日本の国家形成』新日本出版社　2005年

## 編著
- 近藤義郎共著 編『図説　岡山県の歴史』河出書房新社、1990年、292頁。ISBN 978-4-309-61133-4。
- 編 編『日本古代の国家と村落』塙書房、1998年、672頁。ISBN 978-4-8273-1154-9。[11]

## 論文
- 吉田晶、1962、「古代社会の構造」、『岩波講座日本歴史』（4）、岩波書店[12]
- 吉田晶、1975、「古代国家の形成」、『岩波講座日本歴史』（2）、岩波書店[13]
- 吉田晶、1984、「月の輪古墳と現代歴史学」、『考古学研究』（30-4）、考古学研究会 pp. 38-56[14]
- 吉田晶 ;1925-2013「日本古代村落史序説」大阪大学 文学博士, 乙第3906号、1986年、NAID 500000004711。
- 吉田晶「即位礼と大嘗祭」『考古学研究』第37巻第3号、考古学研究会、1990年12月、1-8頁、ISSN 03869148、NAID 40001203328。
- 吉田晶「「珂磨郡」木簡について」『甲子園大学紀要 B 経営情報学部編』18・19、甲子園大学、1991年、119-127頁、doi:10.11501/2870879、ISSN 09135545、NAID 40004698593、全国書誌番号:00059841。
- 吉田晶、1993、「古代における住民の武装と国家的軍制」、『歴史評論』（514）、歴史科学協議会 pp. 69-86[15]
- 吉田晶「日本古代の個別経営に関する諸問題:大宝二年御野国戸籍を素材として」『市大日本史』第12号、大阪市立大学日本史学会、2009年5月、1-40頁、ISSN 13484508、NAID 120006002955。